# Оріхово-Зуєвський міський округ
Орєхово-Зуєвський район — адміністративно-територіальна одиниця і муніципальне утворення на сході Московської області Росії.
Адміністративний центр — місто Орєхово-Зуєво. На підставі законодавства Московської області Орехово-Зуєво не входить до складу району.

## Географія
Площа району становить 1779 км² (за іншою оцінкою 1816 км²) . Район межує з Петушинським районом Владимирської області, а також з Павлово-Посадським, Єгор'євським, Воскресенським, Раменським і Шатурським районами Московської області. Район включає три міста — Лікіно-Дульово, Дрезну і Куровське.